# سبرينغ ليك بارك
سبرينغ ليك بارك (بالإنجليزية: Spring Lake Park, Minnesota)‏ هي مدينة تقع في ولاية مينيسوتا في الولايات المتحدة. تبلغ مساحة هذه المدينة 5.36 (كم²)، وترتفع عن سطح البحر 275 م، بلغ عدد سكانها 6469 نسمة في عام 2010 حسب إحصاء مكتب تعداد الولايات المتحدة.

## التركيبة السكانية
قام مكتب تعداد الولايات المتحدة بتحديد بيانات التركيبة السكانية لسبرينغ ليك باركفي تعداد الولايات المتحدة. في ما يلي، التركيبة السكانية حسب تعدادي 2000 و2010.

### تعداد عام 2000
بلغ عدد سكان سبرينغ ليك بارك 6,778 نسمة بحسب تعداد عام 2000، وبلغ عدد الأسر 2,724 أسرة وعدد العائلات 1,839 عائلة مقيمة في المدينة.
وتوزع التركيب العرقي للمدينة بنسبة 89.87% من البيض و 0.81% من الأمريكيين الأصليين و 3.13% من الأمريكيين ذوي الأصول الآسيوية و 0.01% من سكان جزر المحيط الهادئ و 2.27% من الأمريكيين الأفارقة و 1.95% من عرقين مختلطين أو أكثر.
بلغ عدد الأسر 2,725 أسرة كانت نسبة 28.5% منها لديها أطفال تحت سن الثامنة عشر تعيش معهم، وبلغت نسبة الأزواج القاطنين مع بعضهم البعض 51.0% من أصل المجموع الكلي للأسر، ونسبة 11.7% من الأسر كان لديها معيلات من الإناث دون وجود شريك، وكانت نسبة 32.8% من غير العائلات. تألفت نسبة 25.8% من أصل جميع الأسر من أفراد ونسبة 11.2% كانوا يعيش معهم شخص وحيد يبلغ من العمر 65 عاماً فما فوق. وبلغ متوسط حجم الأسرة المعيشية 2.97، أما متوسط حجم العائلات فبلغ 2.48.
بلغ العمر الوسطي للسكان 38 عاماً. وكانت نسبة 22.6% من القاطنين تحت سن الثامنة عشر، وكانت نسبة 9.4% بين الثامنة عشر والأربعة وعشرون عاماً، ونسبة 29.5% كانت واقعةً في الفئة العمرية ما بين الخامسة والعشرون حتى والأربعة وأربعون عاماً، ونسبة 26.3% كانت ما بين الخامسة والأربعون حتى الرابعة والستون، ونسبة 12.2% كانت ضمن فئة الخامسة والستون عاماً فما فوق. يوجد لكل 100 أنثى 91.8 ذكر، ويوجد لكل 100 أنثى في الثامنة عشر من عمرها فما فوق 91.2 ذكر.
بلغ متوسط دخل الأسرة في المدينة 46,644 دولار، أما متوسط دخل العائلة فبلغ 56,922 دولار. وكان متوسط دخل الذكور 39,026 دولار مقابل 28,677 دولار للإناث. وسجل دخل الفرد الخاص بالمدينة 21,932 دولار. وكانت نسبة 2.7% من العائلات ونسبة 5.1% من السكان تحت خط الفقر، وكان من هؤلاء نسبة 3.9% تحت سن الثامنة عشر ونسبة 3.3% في الخامسة والستين من العمر وما فوق.

### تعداد عام 2010
بلغ عدد سكان سبرينغ ليك بارك 6,412 نسمة بحسب تعداد عام 2010، وبلغ عدد الأسر 2,672 أسرة وعدد العائلات 1,694 عائلة مقيمة في المدينة. في حين سجلت الكثافة السكانية 3,238.4 نسمة لكل ميل مربع (1,250.4/كم2). وبلغ عدد الوحدات السكنية 2,795 وحدة بمتوسط كثافة قدره 1,411.6 لكل ميل مربع (545.0/كم2).
وتوزع التركيب العرقي للمدينة بنسبة 83.7% من البيض و 0.9% من الأمريكيين الأصليين و 5.1% من الأمريكيين ذوي الأصول الآسيوية و 3.8% من الأمريكيين الأفارقة و 3.6% من عرقين مختلطين أو أكثر.
بلغ عدد الأسر 2,672 أسرة كانت نسبة 26.6% منها لديها أطفال تحت سن الثامنة عشر تعيش معهم، وبلغت نسبة الأزواج القاطنين مع بعضهم البعض 45.0% من أصل المجموع الكلي للأسر، ونسبة 12.8% من الأسر كان لديها معيلات من الإناث دون وجود شريك، بينما كانت نسبة 5.6% من الأسر لديها معيلون من الذكور دون وجود شريكة وكانت نسبة 36.6% من غير العائلات. وبلغ متوسط حجم الأسرة المعيشية 2.95، أما متوسط حجم العائلات فبلغ 2.39.
بلغ العمر الوسطي للسكان 41.2 عاماً. وكانت نسبة 19.9% من القاطنين تحت سن الثامنة عشر، وكانت نسبة 8.7% بين الثامنة عشر والأربعة وعشرون عاماً، ونسبة 26.6% كانت واقعةً في الفئة العمرية ما بين الخامسة والعشرون حتى والأربعة وأربعون عاماً، ونسبة 28.5% كانت ما بين الخامسة والأربعون حتى الرابعة والستون، ونسبة 16.5% كانت ضمن فئة الخامسة والستون عاماً فما فوق. وتوزع التركيب الجنسي للسكان بنسبة 48.8% ذكور و51.2% إناث.

## وصلات خارجية
- City of Spring Lake Park
- The US50 - Cities and Towns in Minnesota State